# Bandera del Poble Català
Bandera del Poble Català (en español: Bandera del Pueblo Catalán) fue la revista española de la Organización de Resistencia Nacional. Se editaron seis números con unos 3000 ejemplares entre agosto de 1945 y marzo de 1947, al cuidado de Joan Ballester y Canales. Con ayuda de Josep Peregrino (Sido Catalán) y Gabriel Xammar se distribuyó por Tarragona, y a través del Bloque Escolar Nacionalista se distribuyó también en Valencia y Palma de Mallorca. 